# 南斯拉夫航空
南斯拉夫航空（英語：Jat Airways；JAT为塞语拉丁字母“Jugoslovenski Aerotransport”的缩写）是一間營運於塞爾維亞的航空公司，其亦為塞爾維亞之國營航空公司。該航空公司總部位於塞爾維亞貝爾格勒。
在2013年8月1日，塞爾維亞政府和阿提哈德航空簽訂南斯拉夫航空公司的業務重組協議，並過渡期結束後更名為塞爾維亞航空。某些資產，如ATR 72飛機將轉移到塞爾維亞航空，而其他資產如波音737-300飛機將繼續以南斯拉夫航空的公司品牌營運，直到退役。這種標誌著「南斯拉夫航空」66年歷史的品牌正式結束。

## 機隊

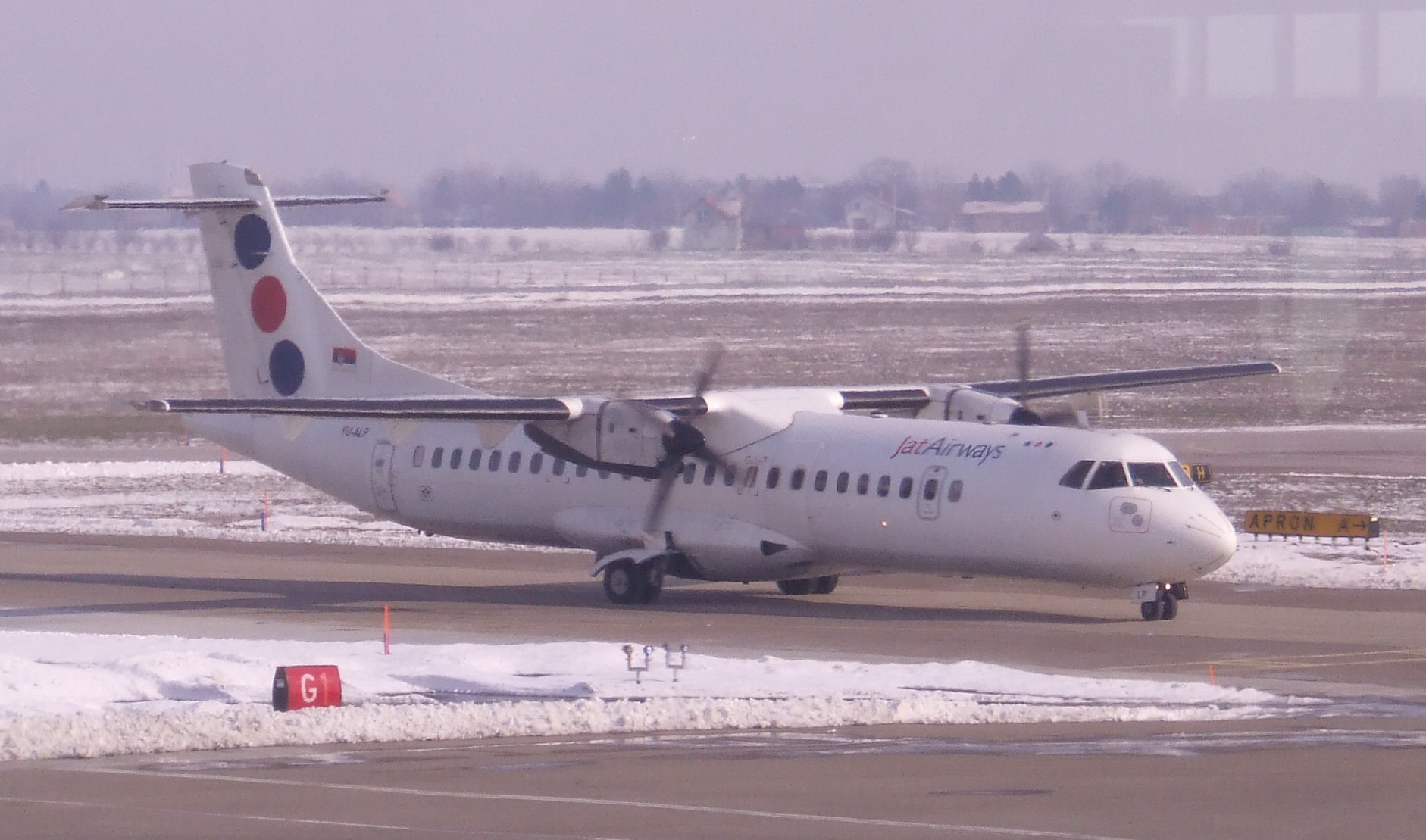
南斯拉夫航空ATR 72於貝爾格萊德尼古拉·特斯拉機場

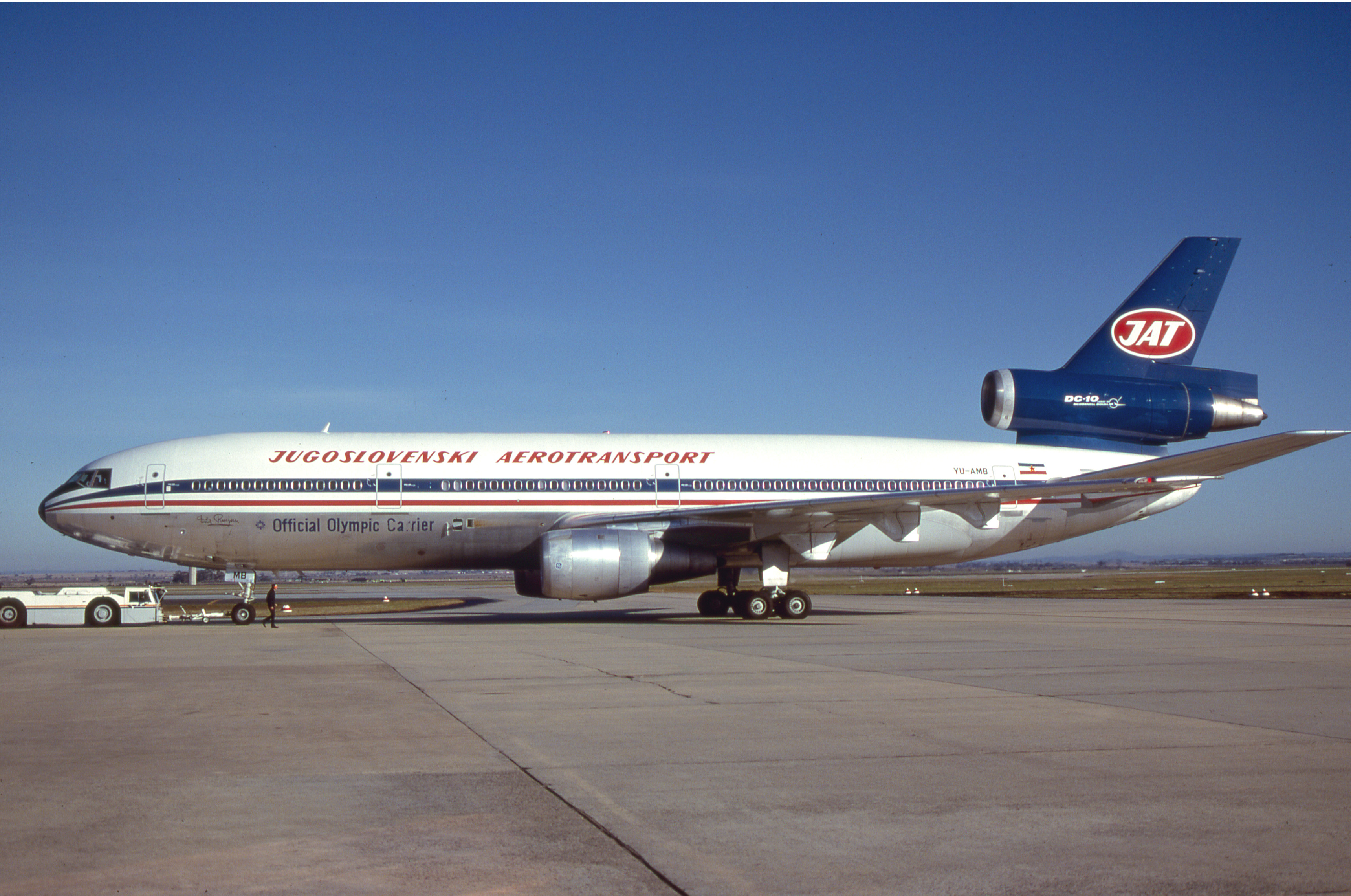
南斯拉夫航空DC-10，标有当时该航空公司的塞尔维亚语拉丁字母名称及1984年冬季奥林匹克运动会会徽

2013年10月，在品牌停止運營及公司重組前，南斯拉夫航空機隊包括以下飛機: